# イレブンス・アワー (アメリカ合衆国のテレビドラマ)
イレブンス・アワー（イレブンス・アワー、原題: （Eleventh Hour）は、アメリカ合衆国・CBS製作の同名イギリスドラマをリメイクしたテレビドラマ。2008年に放送された。製作総指揮はジェリー・ブラッカイマー。
日本では、ワーナーTVで2010年にオンデマンド配信していた。

## あらすじ
生物物理学者のフッドはFBI女性捜査官レイチェルと組んで、科学が絡む事件に挑んでいく。

## 出演
- ジェイコブ・フッド - ルーファス・シーウェル
- レイチェル・ヤング - マーリー・シェルトン

## エピソード
第1話 Resurrection/リザレクション
Resurrection《名》よみがえり、蘇生、復活、再生 《the Resurrection》《キリスト教》キリストの復活。
ワシントン州シアトル。胎児の遺体が19体も見つかり、フッドとレイチェルが捜査すると、胎児はいずれも同じDNAだった。フッドは何者かがクローン技術を使い、同じ子供を生み出そうとして失敗したと想像するが……!?
第2話 Cardiac/カーディアック
cardiac《名》心臓病患者、強心剤《形》心臓の、心臓病の、心臓性の。
ジョージア州プーラーで、11歳の健康な少年たちが急性心不全で死亡。フッドとレイチェルが捜査中、またも発作で少年が倒れる。発作で倒れた少年、スティーブンの証言から本来、ジョージアに生息しないはずの動植物が持ち込まれていることが分かり……。
第3話 Agro/アグロ
agro 《名》耕地、土壌、農作。
カリフォルニア州サンノゼで、ある家族が食事中にマヒを起こして病院に運ばれる。続いてパロアルトでも同様のマヒ患者が現れる。捜査にあたっていたフッドとレイチェルは植物汚染を疑い、大企業が開発した農薬が原因であることを突き止める。
第4話 Savant/サヴァン
savant 《名》1.学識豊富な人、学者 2.＝idiot savant　ある分野で非常に優れた技能や才能を示す知的障害者。
重度の自閉症を患うティーンエージャーたちが次々と姿を消す。1か月後、現れた彼らにはサヴァン症候群の症状が見られた。原因を探るため捜査にあたるフッドとレイチェル。さらわれた子供たちは皆、同じ脳のパターンを持っていた。
第5話 Containment/コンテインメント
containment《名》1.封じ込め、抑制、束縛、閉じ込め 2.軍事牽制。
ペンシルベニア州ピッツバーグの解体工事現場で、すでに根絶されたはずの天然痘ウイルスが見つかる。ウイルスを調べたところ、人工の新種であることが判明。感染源をたどると、国外から持ち込まれたものではなく、国内で密かにワクチン研究のため保管していたものが流出したことが分かった。
第6話 Frozen/フローズン
frozen《形》1.冷凍の、凍った 2.氷結した、〔議会などの〕機能が停止した 《動》freezeの過去分詞形。
カリフォルニア州マリブの海岸で女性の死体が発見される。遺体には外傷がないが、外気の温度からは考えられないほどガチガチに凍っていた。実は、彼女は再生不良性貧血の末期患者だった。彼女を凍らせた技術は臓器保存のために開発されたものだった。
第7話 Surge/サージ
surge《名》急に高まること、急増 2.電圧変化、サージ電圧 3.躍進、活性化 4.沸騰、殺到。
世界に先駆けて様々な技術を開発している政府の組織が指揮する、兵士の能力強化研究で事件が起こる。脳の実験に使われていたチンパンジーが突然暴れだし被害者が出たのだ。捜査にあたるフッドらはPTSDを抱える帰還兵で人体実験が行われていることを突き止める。
第8話 Titans/タイタンズ
titan《名》《ギリシャ神話》タイタン、巨匠、巨人、影響力を持った人。
海のないオクラホマ州タルサで、大学生2人が潜水病で死ぬ。捜査中、またも同じ大学の学生が同様の症状で倒れる。間一髪で一命はとりとめるが、原因がわからない状況が続く。被害者を調べていくと、潜水病で倒れたのはアスリート達の兄弟姉妹で、筋肉増強のための遺伝子薬がひそかに試されていた。
第9話 Flesh/フレッシュ
flesh《名》1.（人間・動物の）肉、筋肉と脂肪の組織 2.食肉（meat）、植物果肉。
フロリダ州デイトナビーチ。学生2人が倒れるが、死亡宣告後に突然蘇生。実は冬眠状態に陥っていたのだった。性感染症が疑われたが、蘇生した学生はすぐに壊死性筋膜炎（人食いバクテリア）に侵される。原因菌が自然のものではないことから人為的犯行であることが分かる。
第10話 H2O/H2O
《名》水、水の分子式。テキサス州ホワイトテール・ヒルズ。
まったく犯罪歴がない住人が突然、暴力をふるう事件が連続して発生。現地に到着したフッドまで様子がおかしくなり、正気を失ってしまう。怪現象の原因は町を流れる水道水にあるらしいことがわかり……。
第11話 Miracle/ミラクル
《名》奇跡、驚くべきこと、不思議なこと、信じられないようなこと。
モンタナ州ルイストン。ニュースで、ここに住む少年がわき水を飲んで難病を治したと知ったフッド。公式な仕事でないが少年に何が起きたかを知るべく、レイチェルと現地へ。そこでは多くの病人がわき水を求めていた。
第12話 Eternal/エターナル
《名》永遠なるもの《形》永遠の、不変の、不滅の。
カリフォルニア州ラ・ホヤ。白昼堂々、リゾートホテルのプールに車が転落。車内にいた男性の遺体には、何と心臓が2つあった。フッドが調べると1つの心臓は異なるDNAを持ち、そのDNAはある少年と一致するが……!?
第13話 Pinocchio/ピノキオ
《映画》1）米1940《監督》ベン・シャープスティーン/ウォルト・ディズニーが製作したアニメ版。2）伊・米2002《監督》ロベルト・ベニーニ。
テキサス州ヒダルゴ。メキシコとの国境近くでICE（移民税関捜査局）は、不法移民を運んでいたトラックから3つ子の赤ん坊を発見。フッドは4人目の赤ん坊がいた可能性を示唆。どうやら4人はクローンらしく……？
第14話 Minamata/水俣
Minamata disease 《医》水俣病。ウィスコンシン州ミルウォーキー。
ヘリから交通情報を伝えるリポーター兼パイロットが放送中に視力を失い、ヘリごと墜落死する事故が発生。しかも、亡くなった男性の妊娠中の妻も、夫と同様、視力を失っていて……!?
第15話 Electro/エレクトロ
《名》電子製版、〔印刷版に対する〕電子版。《音楽》エレクトロ。
音楽ジャンルの一つ。電気めっきをしたもの。マサチューセッツ州西部。落雷で計30人が命を落とす事故が発生。フッドは犠牲者たちが、皮膚で電気が強くなるウィルスに感染していたと突き止める。ウィルスが拡大すれば今後も同じような被害が出ることは明白で……。
第16話 Subway/サブウェイ
《名》地下鉄。地下道。ペンシルベニア州フィラデルフィア。
神経ガスによって市民の命が奪われる。フッドは犠牲者たちが地下鉄のある駅で接点を持っていたことや、そこである人物と出会っていたことを突き止める。ある人物の正体とは……!?
第17話 Olfactus/オルファクトゥス
《ラテン語》嗅覚の。olfactory organ（嗅覚器）。
ニューヨーク市マンハッタン。名物イベント《ファッション・ウィーク》が開かれる中、突如豹変した人々がファッション業界の面々を次々と殺す。被害者たちをつなぐのは性欲が肥大しているという傾向。事件の理由は!?
第18話 Medea/メデア
《名》《ギリシャ神話》メディア、魔法使い。
バージニア州アレクサンドリア。FBI副長官を標的にしたテロ事件が発生。犯人の女性は、自分が失った親権を取り戻すべく副長官を標的にしたが、本気で副長官を殺そうとしていなかった。ならば彼女の本当の標的は!?